# Trigonostylops
Trigonostylops − rodzaj wymarłych ssaków z rzędu astrapoteriów, z rodziny Trigonostylopidae, zamieszkujących tereny Argentyny w późnym paleocenie i wczesnym eocenie. Trigonostylops mierzył ok. 1,5 m długości.
Etymologia nazwy rodzajowej: gr. τριγονον trigōnon „trójkąt”, od τρεις treis, τριων triōn „trzy”; γωνια gōnia „kąt”; στυλος stulos „kolumna, słup”; ωψ ōps, ωπος ōpos „oblicze, wygląd”.